# Ludwig von Zinzendorf
Ludwig Friedrich Julius Graf von Zinzendorf (* 23. September 1721 in Nürnberg; † 4. Oktober 1780 in Wien) war ein österreichischer Staatsmann.

## Herkunft
Ludwig von Zinzendorf war der älteste Sohn des kursächsischen Kammerherrn Friedrich Christian von Zinzendorf und Pottendorf (* 6. April 1697; † 15. Dezember 1756). Er entstammte dessen erster Ehe mit Dorothea Juliane Amalie, geb. Freiin von Polheim (* 1. Januar 1700; † 6. März 1727) und wuchs in einem strenggläubigen protestantischen Elternhaus auf.

## Leben
Im Jahr 1739 verließ er das Elternhaus, trat als Kadett in kursächsische Dienste und konvertierte am 22. November zum Katholizismus. 1740 reiste der Unterleutnant der Leibgarde nach Österreich zu seinem Großonkel Franz Ludwig von Zinzendorf, der als Generalfeldmarschall-Leutnant Kommandant der Festung Spielberg war. Nach dem Tode des Großonkels schied er aus den kursächsischen Diensten und übernahm die Güterverwaltung der ausgestorbenen Seitenlinie. Mit Erreichen der Volljährigkeit wurde Zinzendorf 1744 österreichischer Kammerherr und übernahm im Jahr darauf die Herrschaft Enzersfeld. 1745 reiste er zur Kaiserkrönung Franz I. und erhielt durch diesen den Ritterschlag. Ab 1746 belegte er Studien der Rechtswissenschaften und Rechtsgeschichte an der Universität Leipzig und erhielt nach deren Abschluss eine Anstellung als Beisitzer beim österreichischen Landrecht in Wien.
Durch eine Bekanntschaft mit Wenzel Anton Kaunitz wurde er nach dessen Berufung zum Botschafter in Paris ab 1750 dessen Attaché. Nach Kaunitz’ Berufung zum Haus-, Hof- und Staatskanzler erhielt Zinzendorf eine Anstellung als Hofrat im directorium in publicis et cameralibus und im Kommerziendirektorium. Dessen Präsident Rudolph Chotek von Chotkow war dem Günstling Kaunitz bereits seit dessen Anstellung in Paris nicht wohlgesinnt. 1755 wurde Zinzendorf in diplomatischer Mission wegen des Austausches Holsteins und der polnischen Königswahl nach Russland entsandt, wo er zeitweilig den Botschafter Esterházy vertrat. Bis 1761 blieb Zinzendorf durch Chotek aus dem Amt gedrängt und sein Versuch, durch eine Ehe mit Choteks Tochter seinen Widersacher umzustimmen, scheiterte an dessen verweigerter Zustimmung.
Nach dem Tode seines Vaters fielen ihm die zur älteren Karlsbacher Linie gehörenden Fideikommisse Karlstetten, Wasserburg und Toppel zu. 1761 erfolgte die Ernennung Zinzendorfs zum Präsidenten der ständischen Kreditdeputation und zum obersten Finanzkontrolleur des Landes. 1762 wurde Zinzendorf Präsident der Hofrechnungskammer. 
1764 wurde Zinzendorf als Kommandeur des St. Stephansordens ausgezeichnet und im selben Jahre wurde ihm das ungarische Indigenat verliehen. Nach dem Tode Franz I. arbeitete Zinzendorf an einer Reformierung des Staatsfinanzwesens durch die Errichtung einer Börse und einer Staatsbank sowie die bessere Verwendung der Gelder aus dem Rückzahlungsfonds. Seine Vorstellungen waren dabei konträr zu denen des Präsidenten der Generalkassendirektion und der Hofkammer Carl Friedrich Hatzfeldt zu Gleichen. Zwischen Zinzendorf und Hatzfeldt entspann sich ein Machtkampf. 1767 gründete Zinzendorf versuchsweise eine Länderbank und wurde deren Präsident. Diese dezentralistische Einrichtung wurde nach Interventionen Hatzfeldts und Chouteks wieder abgeschafft und 1769 Hatzfeldts Vorstellungen vom Friedens- und Kriegssystem durch Maria Theresia verwirklicht. 1771 wurde Zinzendorf der Orden vom Goldenen Vlies verliehen.
Nach der Abschaffung der Hofrechenkammer und der Schaffung einer der Hofkammer unterstellten Rechenkammer wurde Zinzendorf 1773 zum Staats- und Konferenzminister der inneren Angelegenheiten berufen und später in den Ruhestand versetzt.
Zinzendorf hinterließ eine Selbstbiographie. Er war der Bruder von Maximilian Erasmus von Zinzendorf und ein Halbbruder von Karl von Zinzendorf und Friedrich August von Zinzendorf sowie Neffe von Nikolaus Ludwig von Zinzendorf.

## Familie
Im Jahre 1764 heiratete er Maria Anna von Schwarzenberg, die älteste Tochter von Joseph Adam Fürst von Schwarzenberg. Aus der Ehe entstammte die einzige Tochter Marie Therese (1765–1785), die mit Joseph Carl Ferdinand von Dietrichstein verheiratet war.